# David A. Grimaldi
David A. Grimaldi (* 22. September 1957) ist ein US-amerikanischer Entomologe und Paläontologe. Er ist Kurator für Insekten am American Museum of Natural History.

## Leben
Grimaldi studierte an der University of Connecticut mit einem Bachelor-Abschluss 1979 in Biologie und Kunst, an der State University of New York in Binghamton mit einem Master-Abschluss in Evolutionsbiologie 1983 und er wurde 1986 an der Cornell University in Entomologie promoviert. Ab 1986 war er Assistant Curator, ab 1991 Associate Curator und ab 1996 Kurator am American Museum of Natural History. 1994 bis 1999 stand er dort der Abteilung Entomologie vor. Ab 1994 war er Adjunct Professor an der Cornell University und ab 1995 an der Columbia University. Außerdem ist er Professor an der Gilder Graduate School des American Museum of Natural History.
Er befasst sich mit Evolution der Insekten, Fossilisation in Bernstein, Systematik von Drosophila-Fliegen und anderen Zweiflüglern, Evolution von Biosystemen (speziell tropischen Regenwäldern), Evolution von Insekten-Bestäubung und Phytophagie.
Eine Reihe von Insektenarten wurde ihm zu Ehren benannt.

## Schriften
- Amber. Window to the Past. Abrams u. a., New York NY 1996, ISBN 0-8109-1966-4.
- Captured in Amber. In: Scientific American. Band 274, Nummer 4, April 1996, S. 84–91, JSTOR:24989485.
- mit Michael S. Engel: Evolution of Insects. Cambridge University Press, Cambridge 2005, ISBN 0-521-82149-5.